# Equipo de Fed Cup de República Checa
El equipo checo de Fed Cup es el representativo de República Checa en la máxima competición internacional a nivel de naciones del tenis femenino, y es administrado por la Asociación Checa de Tenis.
Checoslovaquia ganó la Copa Federación en cinco ocasiones entre 1975 y 1988, pero la victoria en 2011 fue la primera victoria del equipo en Chequia. Se volvió a ganar en 2012, por segundo año consecutivo.
Martina Navratilova, una de las mejores jugadoras del equipo de Checoslovaquia, ayudó a guiar al equipo a la victoria en 1975 . En 1981 se convirtió en ciudadana estadounidense y en los torneos posteriores jugó para Estados Unidos, incluso en la final de 1986 contra su antiguo país.

## Historia
República Checa participó por primera vez en la Fed Cup de 1963. Ha ganado en 8 ocasiones: 1975, 1983, 1984, 1985, 1988, 2011, 2012, 2014, 2015, 2016 y 2018.